# Myrteta sericea
Myrteta sericea är en fjärilsart som beskrevs av Butler 1881. Myrteta sericea ingår i släktet Myrteta och familjen mätare. Inga underarter finns listade i Catalogue of Life.

## Bildgalleri

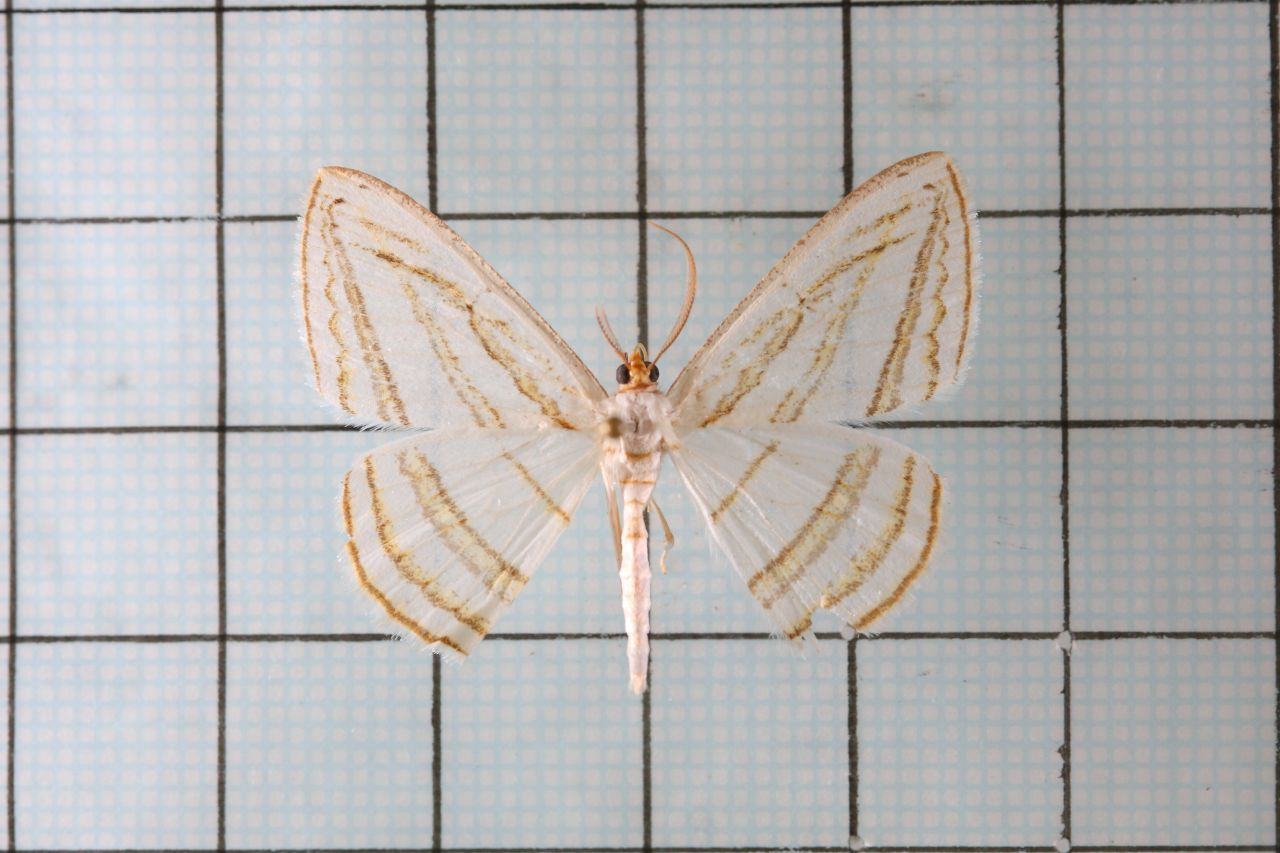
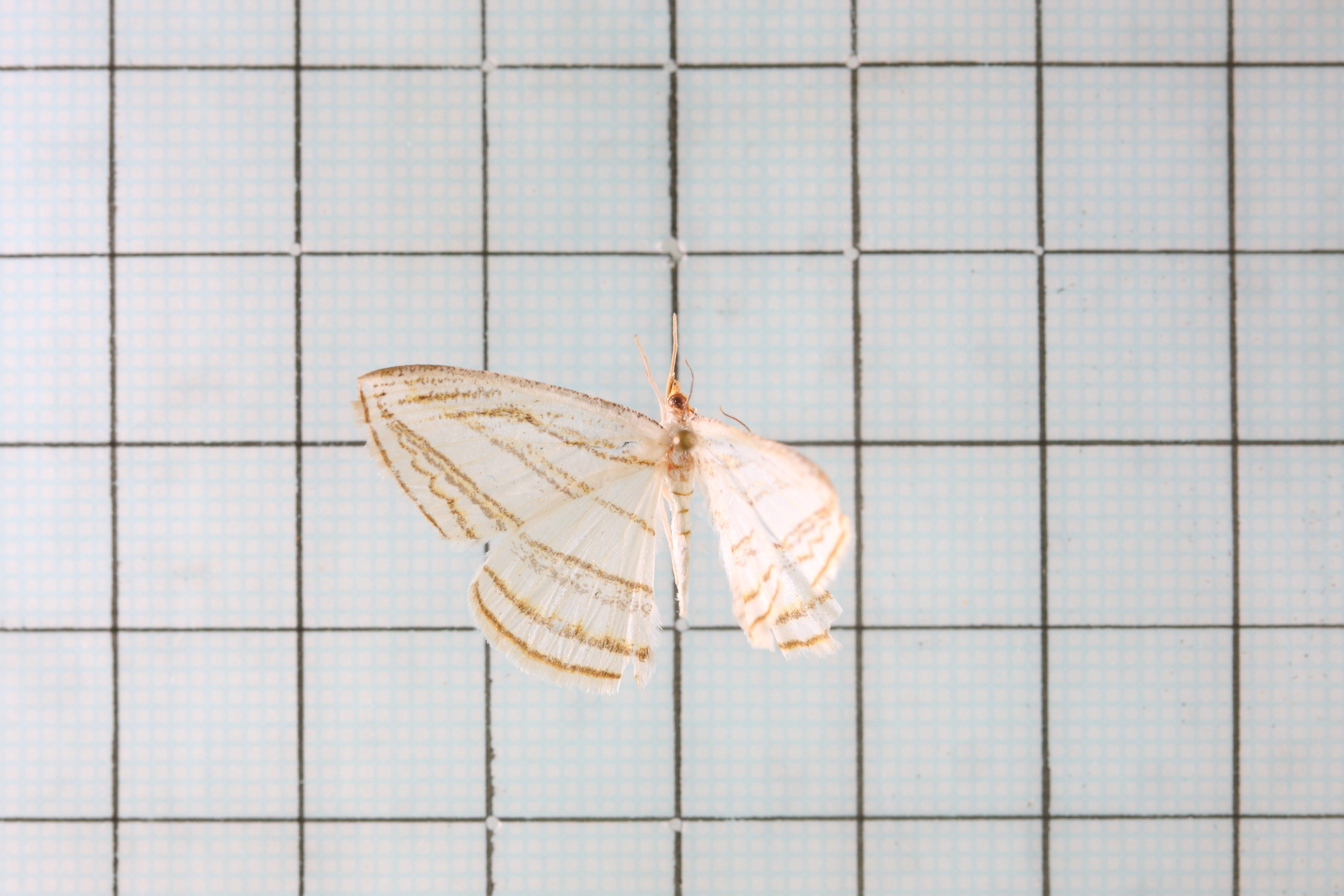